# Карлтон (гора)
Карлтон (англ. Mount Carleton) — гора в Канаде, в Провинциальном парке Карлтон. Достигая 817 метров в высоту, Карлтон является высшей точкой провинции Нью-Брансуик, а также высочайшей вершиной всех Приморских провинций Канады. Кроме того, это один из главных пунктов назначения Международной Аппалачской тропы. Своё название гора получила в честь Томаса Карлтона, первого губернатора Нью-Брансуика.
Перед тем как началось широкое использование авиапатрулирования, на вершине горы была построена специальная хижина, чтобы вовремя обнаружить места возгорания в удалённой северо-центральной части провинции. Очень похожее сооружение было возведено на горе Биг-Болд. Триангуляция, производимая между этими хижинами и другими каланчами, позволяла быстро и легко находить зоны лесных пожаров.
Гора Карлтон является инзельбергом, то есть эрозионным остатком прочных магматических горных пород, которые сохранились после того, как в эпоху кайнозоя произошло поднятие поверхности мезозойского пенеплена, в результате чего сформировалось плато, а на протяжении последующих миллионов лет под действием ветра, воды и глетчерного льда происходила эрозия. Оно состоит из риолитовых и базальтовых вулканитов возрастом 400 миллионов лет.

## Галерея

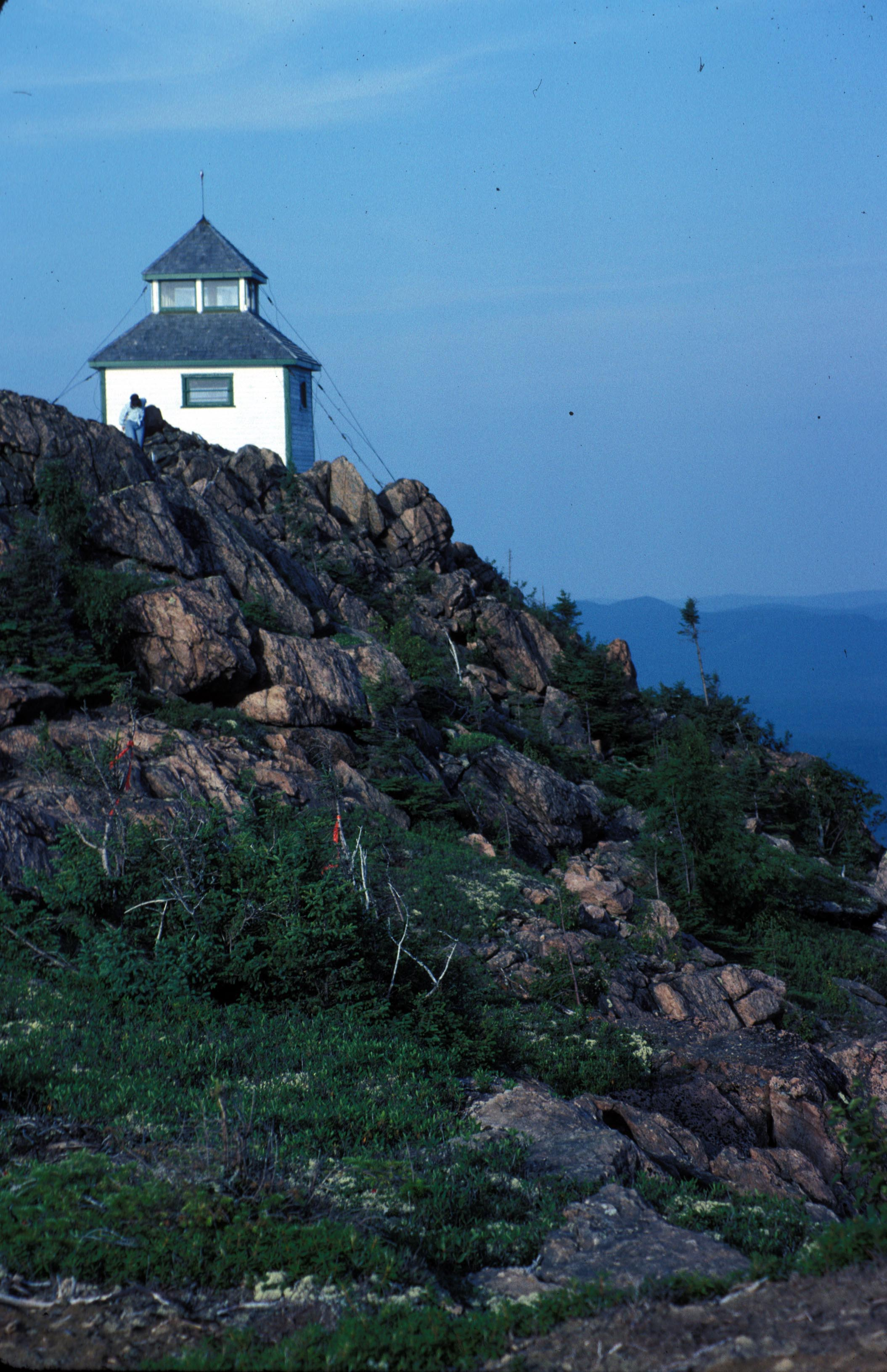
Каланча на горе Карлтон
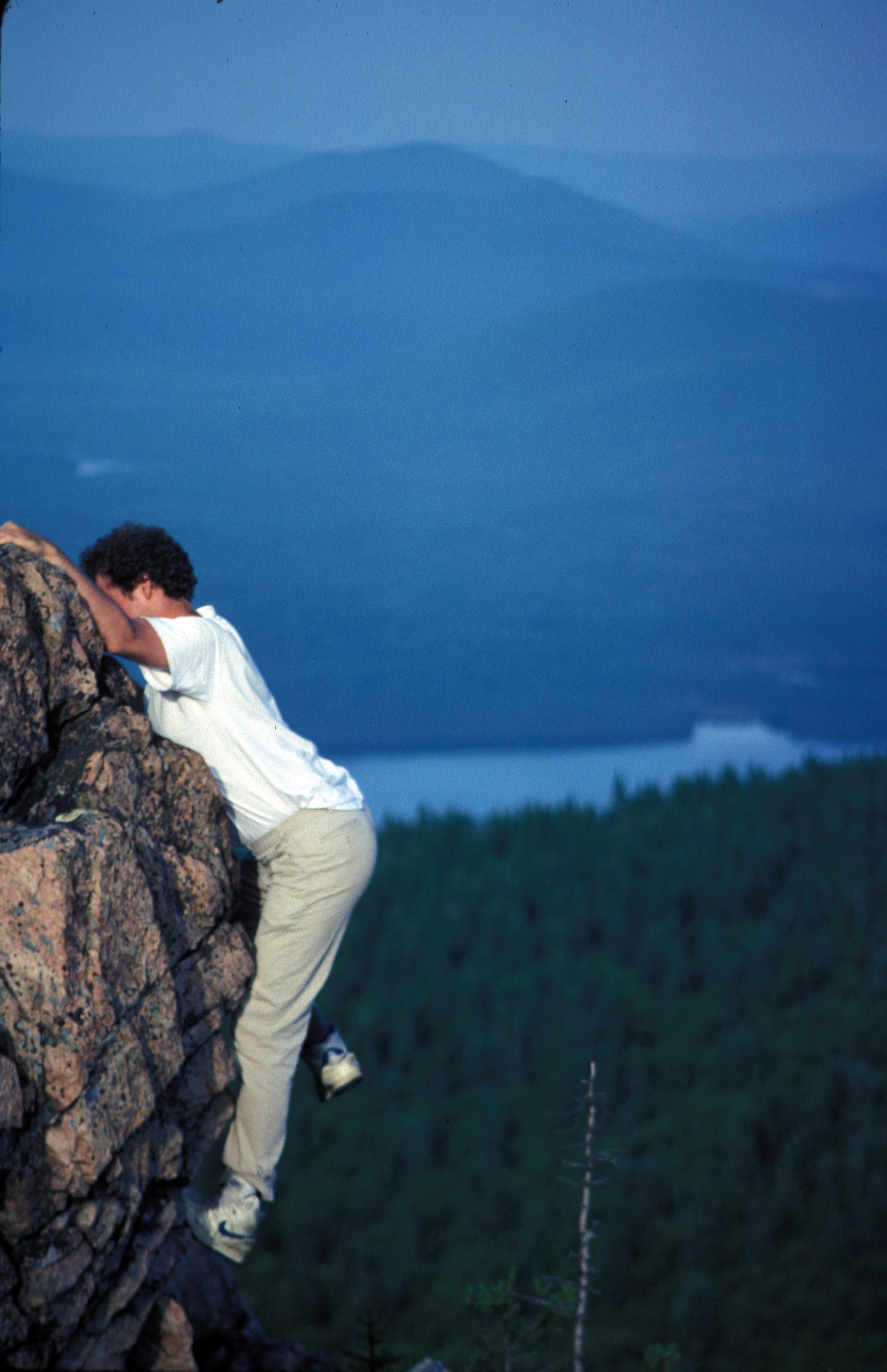
Альпинист, взбирающийся на вершину горы Карлтон (IR, фотография Уокера, 1993 г.)